# Pflanzenölkraftstoff
Pflanzenölkraftstoff (abgekürzt PÖK, umgangssprachlich auch Pöl) ist ein biologischer erneuerbarer Energieträger. Unbehandeltes Pflanzenöl kann als Kraftstoff für Dieselmotoren in mobilen und stationären Anwendungen verwendet werden. Zu unterscheiden ist Pflanzenölkraftstoff von Biodiesel, der durch Umesterung von Pflanzenöl hergestellt wird.

## Geschichte
Die Idee einer Verwendung von Pflanzenölen als Motorenkraftstoff geht zurück auf Rudolf Diesel, den Erfinder des Dieselmotors. Die Verfügbarkeit an billigem Erdöl war der Grund, weshalb teurere Alternativen wie Pflanzenöl lange Zeit nicht als Kraftstoff Verwendung fanden.
Erst nach den Ölkrisen der 1970er Jahre wurde verstärkt nach alternativen Kraftstoffen gesucht. Das steigende Umwelt- und Klimaschutzbewusstsein zum Ende des 20. Jahrhunderts brachte vor allem die erneuerbaren Energieträger wieder in die Diskussion.

## Verwendbare Pflanzenölsorten
Meist kommt in Deutschland Rapsöl als Pflanzenölkraftstoff zum Einsatz. Es gibt jedoch weltweit viele Tausend Ölpflanzen, die als Kraftstoff genutzt werden könnten. Grundsätzlich sind alle Pflanzenölsorten und auch tierische Öle zum Betrieb in umgerüsteten Fahrzeugen geeignet. Vereinzelt setzen Autofahrer auch gefilterte Altöle und flüssige Speisefette ein. Sie müssen jedoch vor der Nutzung sorgfältig gereinigt, entwässert und ggf. auch neutralisiert werden.
Beim Einsatz von Pflanzenöl als Kraftstoff sind in allen Fällen hohe Qualitätsstandards einzuhalten.
Obwohl Leindotteröl bessere Eigenschaften hat, überwiegt am Markt der Anteil des Rapsöls, da die Landwirte weder einen finanziellen Vorteil aus einem Mischfruchtanbau ziehen können, noch die Pressrückstände als Futter einsetzen konnten, da dies aufgrund Anlage 5 Nr. 31 der Futtermittelverordnung bis 2009 untersagt war.

## Eigenschaften
Pflanzenöl stellt eine der dichtesten Energieformen dar, die durch Photosynthese entstehen. Der Heizwert ist mit 37 MJ/kg niedriger als beim Benzin (43 MJ/kg) und Dieselkraftstoff nach EN 590 (42,5 MJ/Kg), allerdings höher als bei der Steinkohle (30 MJ/kg). Die auf das Volumen bezogene Energiedichte beträgt rund 9,2 kWh je Liter und liegt damit zwischen Benzin mit 8,6 kWh/L und mineralischem Dieselöl mit 9,6 kWh/L.
Reines Pflanzenöl besteht hauptsächlich aus Triacylglyceriden, d. h. Glycerin-Estern langkettiger Fettsäuren (also nicht aus Alkanen) und ist schwerer entflammbar (siehe Flammpunkt) als Diesel. Die Zündwilligkeit (Cetanzahl) ist allgemein eingeschränkt, da nicht erwärmtes Pflanzenöl von der Einspritzdüse nur unzureichend im Brennraum vernebelt wird (daher sind Vor- und Wirbelkammermotoren besser geeignet). Aufgrund seiner höheren Viskosität, die bei sinkender Temperatur noch weiter ansteigt, erhöht sich der Durchflusswiderstand in den Kraftstoffleitungen, der Einspritzpumpe und den Einspritzdüsen gegenüber dem von Dieselkraftstoff. Manche Einspritzsysteme wie Commonrail oder Pumpe-Düse arbeiten daher mit Pflanzenöl außerhalb ihrer Spezifikation, was zu abnormalem Verschleiß bis hin zu Totalausfällen führen kann.

## Verwendung
Aufgrund der gegenüber Dieselkraftstoffen höheren Viskosität und der niedrigeren Cetanzahl sind an gewöhnlichen Dieselmotoren in der Regel Anpassungsmaßnahmen notwendig. Diese bestehen zum Beispiel in der Erwärmung des Kraftstoffes, um die Viskosität unmittelbar vor dem Eintritt in die Einspritzanlage zu verringern. Diese Technologie ist bereits von Vielstoffmotoren bekannt.
Für Pflanzenölkraftstoff P100, d. h. chemisch unverändertes Pflanzenöl, hat die DIN 51623 Qualitätsnormen angegeben. Für Qualitätsansprüche reinen Rapsöles (R100) ist die DIN 51605 erstellt worden.

### Pflanzenöltaugliche Motoren und Heizungen

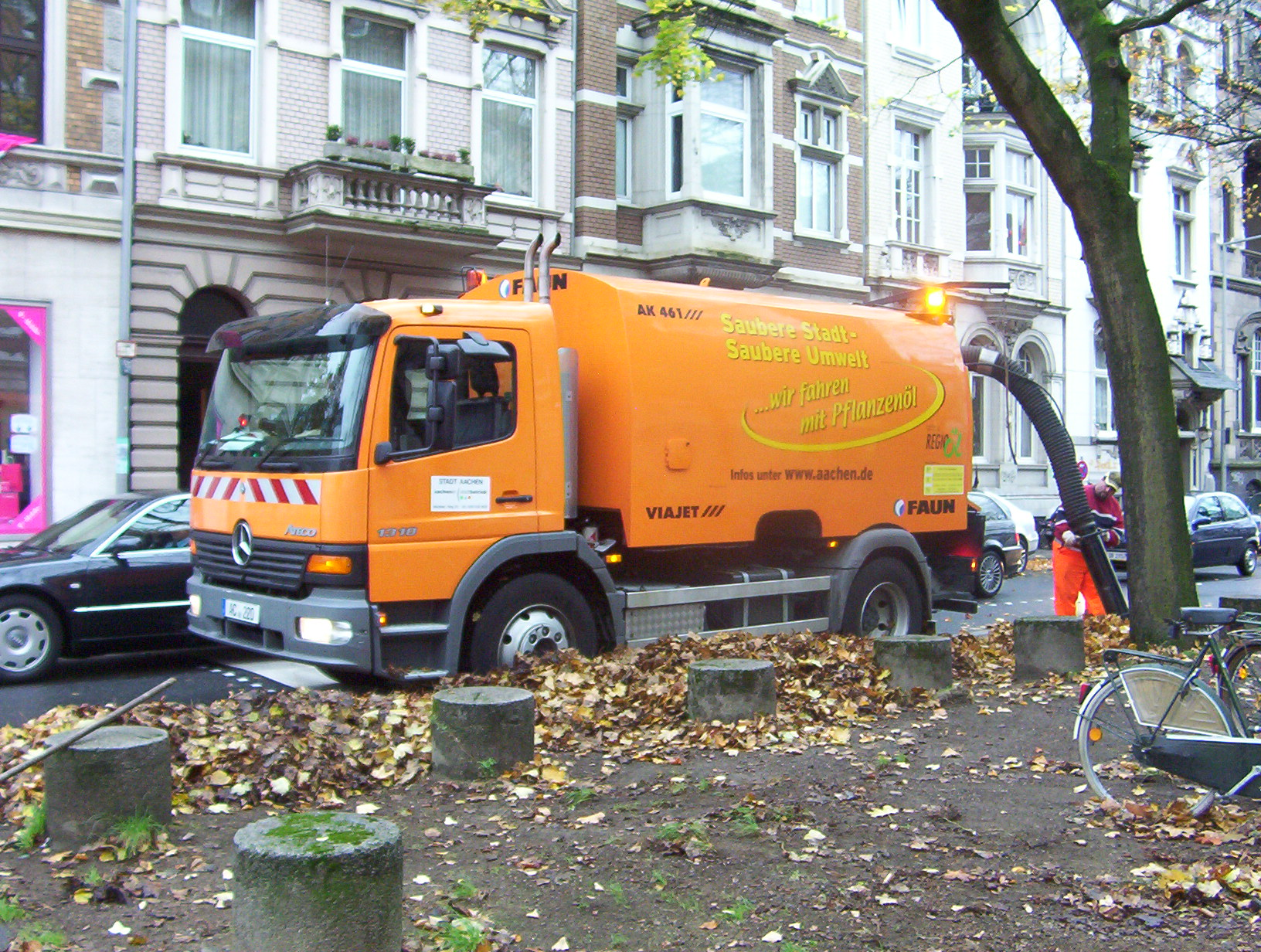
Mit Pflanzenöl betriebener Laubsauger-Lkw der Stadt Aachen

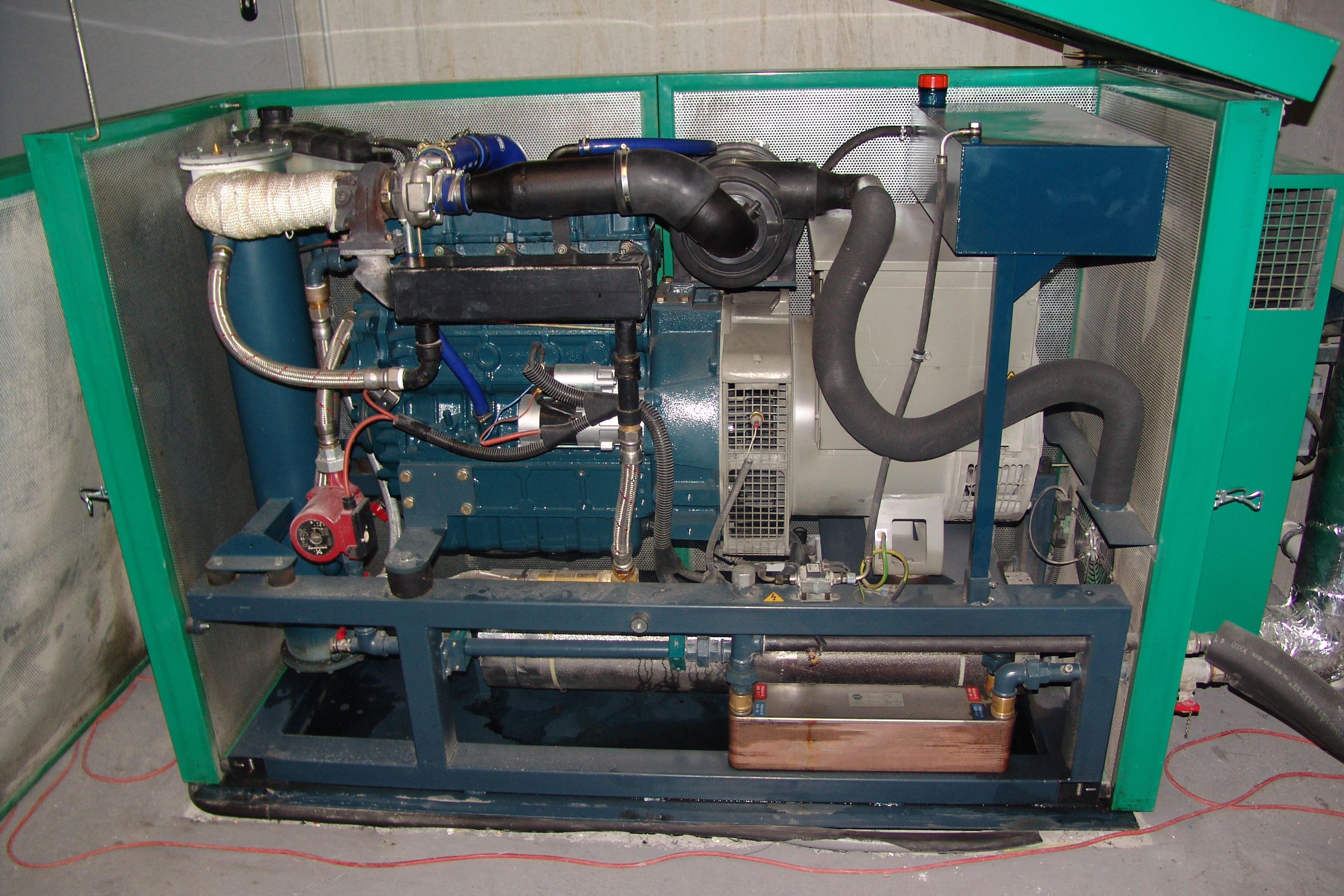
Mini-Blockheizkraftwerk, für den Betrieb mit kaltgepresstem Rapsöl geeignet

Bei der Verwendung von Pflanzenöl halbiert sich in etwa der Ausstoß von Rußpartikeln gegenüber der Verwendung von Diesel. Nur bei kaltem Motor und unzureichender Vernebelung im Zylinder ist der Ausstoß sichtbar erhöht. Es gibt weniger Emissionen von Feinstaub als bei Dieselbetrieb. Verunreinigungen durch Schwefel und Schwermetalle entfallen weitgehend.
Ohne Umrüstung können nur wenige ältere Motoren problemlos mit Pflanzenöl betrieben werden. Es handelt sich dabei in der Regel um Vorkammer-Diesel-Motoren. Wichtig ist die Qualität der Einspritzpumpe. Bewährt haben sich Reiheneinspritzpumpen, z. B. der Firma Bosch. Aber auch die Modifikation dieser Motoren ist denkbar einfach. Folgende Umrüstschritte sind erforderlich:
- Einbau eines Wärmeübertragers, zum Beispiel zur Erwärmung des Kraftstofffilters mit Hilfe des Kühlwassers.
- Eine Kraftstoffleitung mit größerem Querschnitt
- Einbau eines neuen Filters
- Im Winterbetrieb muss dem Pflanzenöl mindestens 10 % Winterdiesel zugeführt werden.

Die Umbaukosten betragen hier bei Eigeneinbau etwa 200 bis 600 Euro.
Speziell entwickelte Motoren wie der Elsbett-Motor oder andere Vielstoffmotoren haben sich wegen der höheren Kosten nicht durchsetzen können.
Moderne Motoren sind mit einer Common-Rail-Einspritzung bzw. Pumpe-Düse-Einspritzung ausgerüstet. Hierzu gibt es mittlerweile entsprechende Umrüstungen, die aufwendig und (entsprechend) teuer sind. Diese sind aber sicher und auch durchaus bewährt. Nach dem Umbau ist es dann möglich, neben (Mineralöl-)Diesel auch Pflanzenöl als Kraftstoff zu verwenden. Die aktuelle Technik kompensiert so weit wie möglich die hohe Viskosität im Winter und auch die mangelnde Zündfreudigkeit. Dazu wird das Pflanzenöl durch einen Wärmeübertrager auf 60 °C erwärmt. Beim Kaltstart geschieht dies elektrisch, bei warmem Motor über das Kühlwasser. Die Hersteller berichten von Anlassproblemen unter −8 °C im Winter. Das Vorglühen und Anlassen dauert dann etwas länger. Im Winterbetrieb besteht die Gefahr des „Einfrierens“. Da die Erstarrung des Treibstoffs im untersten Bereich des Tanks beginnt, wo der Kraftstoff austritt, kann die kontinuierliche Fortsetzung der Treibstoffzufuhr nicht gewährleistet werden. Daher ist bei niedrigen Temperaturen die Beimischung von Mineralöl-Dieselkraftstoff („Winterdiesel“) ratsam.
Die Umrüstung kann auf ein 1-Tank- oder 2-Tank-System erfolgen:
Beim Eintanksystem befindet sich der Kraftstoff für den Motor in einem einzigen Tank, und bei tieferen Temperaturen werden Dieselanteile beim Betanken dem Pflanzenöl zugemischt. Zu den hilfreichen Modifikationen gehören ein vergrößerter Leitungsquerschnitt für den Kraftstoff, ein System zur Vorwärmung der Zuleitungen, des Kraftstofffilters und der Einspritzpumpe. Je nach Bauart und thermischer Umgebung des Motors sind nur einige der Maßnahmen erforderlich.
Beim Zweitanksystem wird der Motor mit Dieselkraftstoff aus einem separaten Tank gestartet und warmgefahren. Die entstehende Abwärme des Dieselmotors heizt das übrige System vor. Anschließend wird, manuell oder vollautomatisch auf den Pflanzenöltank umgeschaltet. Bei Phasen niedriger Last, wie Leerlaufdrehzahl oder im Teillastbereich, sollte auf Diesel ausgewichen werden. Im Volllastbereich kann bis zu 100 % Pflanzenöl verwendet werden. Vor dem längeren Abstellen des Motors sollte rechtzeitig umgeschaltet werden, damit das Einspritzsystem beim erneuten Starten wieder mit Diesel gefüllt ist.
Seit einigen Jahren gibt es Angebote, Dieselmotoren für den Direktbetrieb mit Pflanzenöl umzurüsten. Unter Bezeichnungen wie „BB.drive“, „BEAM-Plus“, „eoil“, „Poeltec“ u. a. werden im Internet Umbauten angeboten, die nicht nur auf erwärmtes, sondern auf sorgfältig entgastes Rapsöl setzen. Auch ein winziger Gasgehalt, so wird außenwirksam behauptet, verursacht in einer modernen Hochdruckeinspritzanlage Dampfblasenbildung (Kavitation), welche das Material in der Umgebung zerstört. Zu bedenken ist allerdings, dass auch herkömmlicher Dieselkraftstoff in gewissem Maße Gase enthält. Aus diesem Grund sind Verfahren, die nur auf Entgasung setzen, wie z. B. das eoil-System, stark umstritten.
Zu bedenken ist weiter, dass – wenn die Ultraschall-Entgasungsmethode eingesetzt wird – der Ultraschall selbst Ursache für Kavitation durch die erzeugten starken Druckschwankungen sein kann, vgl. (Kavitation: es kann in den Druckminima der Schwingungen zur Kavitation kommen). Damit würde die Ultraschall-Methode im beschallten System genau das erst auslösen, was sie vorgibt zu vermeiden.
Im Übrigen entsteht Kavitation aus den Dampfblasen einer Flüssigkeit; Luft, einer Dampfblase beigemischt, und als solche bei Normaltemperatur nicht kondensierbar, würde im Gegenteil die das Kollabieren der Dampfblasen unter Wärmeerzeugung dämpfen, wäre also von Vorteil, um schädigende Wirkung der Kavitation zu vermeiden.
Neben den Internet-Angeboten gibt es Ingenieurbüros, die sich auf die Umrüstung von Nutzfahrzeugen auf Alternative Kraftstoffe, wie Pflanzenöl, Tierfett, Biodiesel, spezialisiert haben. Die Produkte, wie das „bioltec system“, werden stets weiterentwickelt, um Pflanzenöl in Dieselmotoren mit neuester Abgasnorm einzusetzen. Aus technischer Sicht können moderne Nutzfahrzeugmotoren mit biogenen Reinkraftstoffen betrieben werden – unter Einhaltung der aktuellen Emissionsverschriften Euro 5 beziehungsweise EEV.
Am sinnvollsten ist die Umrüstung beim gegenwärtigen Stand der Technik hauptsächlich bei Lastwagen, Nutzfahrzeugen und landwirtschaftlichen Maschinen, weil sich der Umbau wegen des hohen spezifischen Verbrauchs dieser Fahrzeuge innerhalb von wenigen Monaten amortisiert.
Die Firma Deutz AG hat auf der Agritechnica 2007 in Hannover ihren Natural Fuel Engine vorgestellt. Damit ist sie der erste große Motorenhersteller, der einen Dieselmotor mit voller Gewährleistung und Motormanagementoptimierung für den Betrieb mit Rapsöl nach DIN 51605 anbietet. Dieser Motor soll vor allem im landwirtschaftlichen Bereich vertrieben werden.
In einem Flottenversuch erproben derzeit etwa 200 schwere Nutzfahrzeuge in Deutschland bis Ende 2015 Pflanzenöle im praktischen Einsatz. Zugrunde liegt die Norm DIN SPEC 51623, die auf einer breiten Basis an pflanzlichen Rohstoffen optimale Kraftstoff-Eigenschaften definiert. Ziel ist die industrielle Umsetzbarkeit, markenübergreifend in aktuellen Nutzfahrzeugen unter wirtschaftlichen Aspekten. Gestartet zur IAA Nutzfahrzeuge 2012 liegt das besondere Augenmerk auf die Einhaltung der Emissionsvorschriften Euro 6. Für den Feldtest werden die Fahrzeuge mit einer speziellen Dual-Fuel-Technik ausgerüstet.

### Probleme beim Einsatz

#### Veränderung des Motoröls
Unverbrannter Kraftstoff gelangt – vor allem beim Kaltstart und bei hoher Drehzahl – in das Motoröl und verschlechtert dessen Schmiereigenschaften bzw. es bilden sich im Motoröl Polymerketten, die sich zu Klumpen zusammenballen können und Leitungen und Filter verstopfen. Dieses Problem tritt insbesondere bei Einsatz von modernen vollsynthetischen Schmierölen auf, offensichtlich binden vollsynthetische Öle Fremdstoffe (freie Radikale) besonders gut, was sie ja auch sollen – wenn es davon nicht zu viele gibt.
Reiner Dieselkraftstoff beginnt bei ca. 55 °C zu verdampfen. Erreicht also das Motoröl im Fahrbetrieb diese Temperatur, verdampft der Dieselkraftstoff aus dem Motoröl. Da Pflanzenöl im Gegensatz zu Diesel erst ab ca. 220 °C zu verdampfen beginnt und das Motoröl nie diese Temperatur erreicht, reichert sich zwangsläufig Pflanzenöl im Motoröl an. Eine Umrüstung des Fahrzeugs auf den Betrieb mit Pflanzenöl kann diesen Vorgang nur verlangsamen, nicht jedoch verhindern. Deshalb ist es auf alle Fälle empfehlenswert, den Ölstand regelmäßig zu kontrollieren und die Ölwechselintervalle zu halbieren.

#### Zähflüssigkeit
Pflanzenöl ist wesentlich dickflüssiger als Dieselkraftstoff, das Einspritzsystem des Motors ist aber für dünnflüssigeren Dieselkraftstoff ausgelegt. Der Flammpunkt von Pflanzenöl liegt ca. 165 K über dem von Dieselkraftstoff. Beide Eigenschaften haben entscheidenden Einfluss auf die Verbrennung.
Eine Umrüstung muss also entweder den Motor an die Verwendung mit Pflanzenöl anpassen und/oder das Pflanzenöl so verändern, dass es den Eigenschaften von Diesel möglichst nah kommt. Um eine möglichst vollständige Verbrennung zu gewährleisten, ist es notwendig das Pflanzenöl beim Einspritzen genauso fein zu zerstäuben wie Dieselkraftstoff. Dazu muss entweder die Viskosität des Pflanzenöls an die von Dieselkraftstoff angepasst oder der Einspritzdruck erhöht werden. In der Praxis werden meist beide Möglichkeiten verwendet.
Die Viskosität von Pflanzenöl ist stark temperaturabhängig, d. h., je weiter das Pflanzenöl erwärmt wird, umso dünnflüssiger wird es. Bei Raumtemperatur ist die Viskosität von Pflanzenöl rund 100fach größer als die von Diesel, was zu enormen Kräften in unmodifizierten Einspritzpumpen führen würde. Erst bei ca. 150 °C erreicht Pflanzenöl die Viskosität von Diesel. Meist wird Pöl mit einem Kühlwasserwärmetauscher aber nur auf 65–85 °C erwärmt.
Theoretisch wäre es auch möglich, nur den Einspritzdruck entsprechend zu erhöhen, jedoch ist der Aufwand sehr hoch, weshalb der Einspritzdruck nur geringfügig angehoben wird. Bei älteren Einspritzsystemen kann dies leicht durch Änderung des Öffnungsdrucks der Einspritzdüsen erreicht werden. Da die Einspritzpumpe dann etwas länger braucht, um den höheren Druck aufzubauen, wird der Kraftstoff später eingespritzt; der Einspritzzeitpunkt muss dann neu eingestellt werden.

#### Beimischung von Diesel/Benzin
Neben der Erwärmung ist auch die Beimischung von Diesel bzw. Benzin eine Möglichkeit, die Viskosität und den Flammpunkt des Pflanzenöls zu verändern. Diese Technik wird von einigen Umrüstern wie z. B. „Klümper-Pflanzenöltechnik“ und „Danhag“ eingesetzt.
Pflanzenöl ist dickflüssiger als Diesel. Deshalb kann ein Gemisch aus Diesel und Pflanzenöl, unabhängig vom Mischungsverhältnis, nie die Viskosität von Dieselkraftstoff erreichen. Eine Kombination aus Beimischung und Erwärmung hat sich in der Praxis bewährt. Zum einen ist dann das Pflanzenöl bei gleicher Temperatur wesentlich dünnflüssiger als ohne den Zusatz von Diesel, zum anderen sinkt der Flammpunkt des Gemisches auf einen Wert zwischen 55 °C (Diesel) und 220 °C (Pflanzenöl), was eine bessere Verbrennung zur Folge hat.
Benzin ist dünnflüssiger als Diesel, sodass ein Pflanzenöl-Benzin-Gemisch die Viskosität von Diesel erreichen kann. Dies ist bei einem Mischungsverhältnis von ca. 60 % PÖl zu 40 % Benzin der Fall. Die dem Benzin zugesetzten Antiklopfmittel hemmen jedoch im Dieselmotor die Selbstentzündung des Gemischs, d. h. die Cetanzahl sinkt stark ab, sodass der Motor schlecht anspringt und nicht die volle Leistung bringt. Deshalb müssen in diesem Fall zündverbessernde Additive, die die Cetanzahl erhöhen, beigemischt werden. Außerdem verschlechtert die Benzinbeimischung die Schmiereigenschaften des Pflanzenöls, was zu Schäden an der Einspritzpumpe führen kann. Hier hilft die Zugabe von Zweitaktöl. Eine Mischung aus 59 % PÖl, 39,5 % Benzin, 1 % Zweitaktöl und 0,5 % zündverbesserndem Additiv hatte bei einer Untersuchung der Universität Rostock vom September 2011 einen HFRR-Wert von 160 µm, schmiert also fast dreimal so gut wie es die EN 590 für Dieselkraftstoff vorschreibt (460 µm).
In diesem Zusammenhang muss auch die sogenannte Schurmischung (Schur-Mischung, SCHUR-ECOFUEL, Patent-Nr.: DE4116905C1) erwähnt werden, die neben 80 %Vol. Pflanzenöl rund 10 % Benzin zur Viskositätssenkung und 10 % Isopropylalkohol (IPA) zur Selbstzündung enthält. Der aufwändige Veresterungsprozess wird vermieden und das Kraftstoffgemisch kommt den Eigenschaften von fossilem Diesel relativ nah.

## Lagerung
Pflanzenöl sollte möglichst kühl und dunkel gelagert werden. Die Lagerung kann in oberirdischen und unterirdischen Tankanlagen problemlos erfolgen, wobei aufgrund ihrer relativ gleichbleibenden niedrigen Temperatur unterirdische Anlagen Vorteile haben.
Der Vorteil der guten biologischen Abbaubarkeit des Pflanzenöls geht einher mit einer schlechten Alterungsbeständigkeit und verschlechtert die Lagerfähigkeit. Bakterienbefall, Oxidation und Wasseranreicherung sind die Hauptprobleme. Deshalb muss bei der Lagerung von Pflanzenöl darauf geachtet werden, dass chemische Reaktionen verhindert werden, die das Pflanzenöl qualitativ verschlechtern, wie
- die Oxidation,
- die Hydrolyse,
- die Polymerisation und
- der enzymatische Abbau.

Die Lagerung muss daher dunkel, kühl (zwischen 5 und 10 °C), trocken und mit geringer Kontaktfläche zum Luftsauerstoff
erfolgen. Die Tanks, Rohrleitungen und Armaturen müssen aus Edelstahl (ohne katalytisch wirkende Legierungsbestandteile wie Kupfer) oder lichtundurchlässigem Kunststoff (z. B. HDPE) bestehen und einen wasserabscheidenden Filter für die Be-/Entlüftung enthalten. Erdtanks sind wegen der meist niedrigen Lagerungstemperatur günstig. Die Tanks sollten regelmäßig gereinigt werden, da die Sedimente aus Verunreinigungen den Fortschritt der Qualitätsverschlechterung durch chemische Reaktionen (siehe oben) beschleunigen.
Bei der Produktion des Pflanzenöls in der Ölmühle ist folgende Lagerkombination üblich:
1. Der erste Tank speichert das Pflanzenöl aus der laufenden Produktion
2. Der zweite Lagertank speichert das Pflanzenöl, dessen Proben qualitätsuntersucht werden
3. Der dritte Tank enthält das Pflanzenöl, das nach der Qualitätsfreigabe an den Endkunden zum baldigen Verbrauch abgegeben werden kann.

## Arbeitsschutz
Pflanzenöl ist ungiftig.
Vergälltes Pflanzenöl kann unangenehm riechen oder schmecken.
Eine von Shell, Daimler-Chrysler, Volkswagen und dem Verband der Deutschen Biokraftstoffindustrie geförderte Studie der Bundesforschungsanstalt für Landwirtschaft kam zum Ergebnis, dass die Emissionen eines mit reinem Rapsöl betriebenen Diesel-LKW-Motors im Vergleich mit einem mit herkömmlichen Diesel betriebenen Motor etwa 30-mal krebserregender sind. Experten des Umweltbundesamtes fordern in Bezugnahme auf diese Studie, dass Lkws nicht weiter mit reinem Rapsöl betrieben werden. Insbesondere die Mitarbeiter in den Lkw-Werkstätten seien gefährdet.
Diese Aussagen konnten zwischenzeitlich in einer aktuellen Untersuchung des Technologie- und Förderzentrums (TFZ), Straubing und des bifa Umweltinstituts in Augsburg widerlegt werden.
Diese Studie hat ergeben:
- Im Vergleich zu Dieselemissionen zeigten die Pflanzenölemissionen beim Einsatz der bioltec-Technologie eine etwa halbierte mutagene Wirkung. Die mutagene Wirkung ist ein Maß für das krebserregende Potenzial der Abgase.
- Die Feinstaubemissionen sind beim Einsatz von lastabhängig definierten Pflanzenöl- / Dieselgemischen gegenüber reinem Dieselbetrieb ebenfalls etwa halbiert.
- Das Ergebnis wurde in der Untersuchung bei unterschiedlichen Messungen und Kontrollmessungen mehrfach bestätigt.

## Besteuerung in Deutschland
Reines Pflanzenöl (Rapsöl) als Kraftstoff unterliegt wie jeder Kraftstoff dem Energiesteuergesetz (EnergieStG). Dabei beträgt die grundsätzliche Besteuerung 470,40 Euro pro 1000 Liter (§ 2 EnergieStG), das entspricht 47,04 Cent pro Liter Kraftstoff. Mit Einführung des Energiesteuergesetzes im Juni 2006, das das alte Mineralölsteuergesetz (MinÖStG) abgelöst hat, wurden „Entlastungen“ erlassen, die die Besteuerung von reinem Pflanzenölkraftstoff senken. Diese Entlastungen, die nur auf Rapsöl, das der Qualitätsnorm DIN V 51605 entspricht, gewährt werden, betrugen in den Jahren 2006 und 2007 volle 100 %, womit keine Steuern für diese Pflanzenölkraftstoffe anfielen (§ 50 Abs. 3 Nr. 2 EnergieStG). Andere Pflanzenölkraftstoffe, die der Qualitätsnorm nicht entsprechen, unterliegen hingegen dem vollen Steuersatz.
Mit den weiteren Jahren wurde diese Entlastung sukzessive aufgehoben, wodurch die Besteuerung für den Kraftstoff ansteigt. Anpassungen erfolgten neben der Gesetzeseinführung am 1. August 2006 zu den Jahren 2008, 2009 und 2013. Für das Jahr 2013 beträgt die Entlastung noch 21,40 Euro pro 1000 Liter (2,14 Cent / Liter), was einer Entlastung von 4,55 % entspricht.
Die nachfolgende Tabelle zeigt die Besteuerung für reine Pflanzenölkraftstoffe auf.
| ab Datum       | Grundbesteuerung in Cent pro Liter | Entlastung in Cent pro Liter per EnergieStG | Nettobesteuerung in Cent pro Liter | rel. Anteil zur Grundbesteuerung |
| -------------- | ---------------------------------- | ------------------------------------------- | ---------------------------------- | -------------------------------- |
| 1. August 2006 | 47,06                              | 47,06                                       | 0,00                               | 0 %                              |
| 1. Januar 2008 | 47,06                              | 38,89                                       | 8,15                               | 17,3 %                           |
| 1. Januar 2009 | 47,06                              | 30,49                                       | 16,55                              | 64,8 %                           |
| 1. Januar 2013 | 47,06                              | 2,14                                        | 44,90                              | 95,4 %                           |

Biodiesel und Pflanzenöl zur Verwendung als Kraftstoff in der Landwirtschaft ist steuerfrei. Biodiesel und Pflanzenöle, die als Heizstoffe verwendet werden, waren bis zum 31. Dezember 2009 steuerfrei (§ 50 Abs. 1 Nr. 5 EnergieStG). Seit 2010 werden sie wie leichtes Heizöl nach § 2 Abs. 3 Nr. 1 in Verbindung mit Abs. 4 EnergieStG mit 6,135 Cent pro Liter besteuert.

## Qualitätsstandards
Die Eigenschaften des Pflanzenöls unterscheiden sich, je nachdem aus welcher Pflanze sie gewonnen wurden. So ist Leindotteröl zum Beispiel länger flüssig als Rapsöl. Während für Dieselkraftstoffe einheitliche Qualitätsstandards gewährleistet werden können, ist dies bei Pflanzenöl nicht so einfach. Es liegt nicht als genormte Flüssigkeit vor und es existiert noch kein großräumiger Markt, der sich auf eine zentrale Aufbereitung stützt und eine kontrollierte Vermischung der Öle unterschiedlicher Herkunft und damit konstante Qualität ermöglichen würde.
Um für das sehr häufig verwendete Rapsöl einheitliche Qualitätsstandards zu schaffen, hat als Richtwert am 23. Mai 2000 der „LTV-Arbeitskreis Dezentrale Pflanzenölgewinnung, Weihenstephan“ einen „Qualitätsstandard für Rapsöl als Kraftstoff (RK-Qualitätsstandard)“ formuliert. Dieser wurde von der DIN 51605:2010-09 Kraftstoffe für pflanzenöltaugliche Motoren – Rapsölkraftstoff – Anforderungen und Prüfverfahren abgelöst:
| Eigenschaften / Inhaltsstoffe                      | Einheit  | Grenzwerte | Grenzwerte | Prüfverfahren                                              |
| Eigenschaften / Inhaltsstoffe                      | Einheit  | min        | max        |                                                            |
| -------------------------------------------------- | -------- | ---------- | ---------- | ---------------------------------------------------------- |
| Dichte bei 15 °C                                   | kg/m³    | 900        | 930        | EN ISO 3675, EN ISO 12185                                  |
| Flammpunkt nach P.-M.                              | °C       | 220        | –          | EN 2719                                                    |
| Heizwert                                           | kJ/kg    | 36.000     | –          | DIN 51900-1, -2, -3                                        |
| Kinematische Viskosität bei 40 °C                  | mm²/s    | –          | 36,0       | EN ISO 3104                                                |
| Kälteverhalten                                     | –        | –          | –          | Rotationsviskosimetrie (Prüfbedingungen werden erarbeitet) |
| Zündwilligkeit (Cetanzahl)                         | –        | 39         | –          | (Prüfverfahren wird entwickelt)                            |
| Koksrückstand                                      | Masse-%  | –          | 0,40       | EN ISO 10370                                               |
| Iod-Zahl                                           | g/100 g  | 95         | 125        | EN 14111                                                   |
| Schwefelgehalt                                     | mg/kg    | –          | 10         | ISO 20884 / 20864                                          |
| Gesamtverschmutzung                                | mg/kg    | –          | 24         | EN 12662                                                   |
| Säurezahl                                          | mg KOH/g | –          | 2,0        | EN 14104                                                   |
| Oxidationsstabilität bei 110 °C                    | h        | 6,0        | –          | EN 14112                                                   |
| Phosphorgehalt                                     | mg/kg    | –          | 3          | EN 14107                                                   |
| Magnesium                                          | mg/kg    | –          | 1          | EN 14538                                                   |
| Calcium                                            | mg/kg    | –          | 1          | EN 14538                                                   |
| Aschegehalt                                        | Masse-%  | –          | 0,01       | EN ISO 6245                                                |
| Wassergehalt                                       | Masse-%  | –          | 0,075      | EN ISO 12937                                               |
| Diese Werte stellen bisher eine Entwurfs-Norm dar. |          |            |            |                                                            |

Der Volumenverbrauch und die Leistungscharakteristika sind bei beiden (Diesel und Rapsöl) Kraftstoffen annähernd gleich. Pflanzenöl verbrennt jedoch etwas „weicher“, da die Verbrennung langsamer abläuft.
Als problematisch wird seitens der Motorenhersteller der Koksrückstand gesehen, wodurch es keine bzw. kaum Freigaben für Pflanzenöl gibt.
Darüber hinaus neigt Pflanzenöl in Verbindung mit den Additiven des Motoröles zur Polymerisation, also Bildung von festen Verbindungen und Klumpen. Dies wird, insbesondere bei Kurzstreckenbetrieb, durch den unvermeidbaren Eintrag von unverbranntem Pflanzenöl über die Zylinderwand in das Motoröl hervorgerufen.

## Markt und Kosten
Allein in Deutschland gibt es nach einer neueren Schätzung des VCD rund 20.000 Fahrzeuge, die mit Pflanzenöl betrieben werden. An Pflanzenöltankstellen oder bei Ölmühlen liegt der Preis für reines Pflanzenöl inkl. Steueranteil meist auf ähnlichem Preisniveau wie Dieselkraftstoff an regulären Tankstellen.
Im Gegensatz zu herkömmlichen Kraftstoffen ist Rapsöl nur an wenigen hundert Tankstellen in Deutschland verfügbar. Daneben gibt es viele Lieferanten und Ölmühlen, die Pflanzenöl in für die Betankung gängigen Mengen anbieten.
Das Tanken von Pflanzenöl aus 1-Liter-Flaschen des Einzelhandels ist überall möglich (Lebensmittel-Raffinade-Öl entspricht DIN 51605), jedoch unkomfortabel. Weiterhin ist man verpflichtet, die anfallenden Steuerabgaben nachträglich an das Finanzamt zu entrichten. Viele Pflanzenölfahrer betreiben daher einen Vorratsbehälter mit Pumpe auf einem Privatgrundstück (Hoftankstelle). Eine übliche Größe ist etwa 1 m³. Kleine Vorratstanks sind zum Teil schon für rund 50 Euro erhältlich.
Für landwirtschaftliche Erzeuger ist Rapsöl preiswerter als Agrardiesel. Im Jahre 2001 ist ein mit 5,6 Millionen DM vom Verbraucherschutz-Ministerium gefördertes „100-Traktoren-Programm“ gestartet worden: Insgesamt 111 Ackerschlepper verschiedener Hersteller, deren Motoren dem technologischen Stand der Abgasnormen EURO I und EURO II entsprechen, wurden auf Pflanzenöl-Betrieb umgerüstet, um Erfahrungen zu sammeln. Das Projekt lief von April 2001 bis Oktober 2005 und wurde vom Institut für Energie- und Umwelttechnik der Universität Rostock betreut.
Die Kosten (inkl. MwSt.) für eine Umrüstung betragen je nach Methode von 360 € (1-Tank) bzw. 1.500 € (2-Tank) bis 4.000 € pro Motor bzw. Fahrzeug oder stationärem Aggregat. Für Selbsteinbauer sind Sets ab 260 € (1-Tank) bzw. 600 € (2-Tank) erhältlich. In einigen Regionen werden auch öffentliche Förderungen bis zur Hälfte der Nettoumbaukosten angeboten.

### Verfügbarkeit in Deutschland
Viele Lieferanten bieten Pflanzenöl in Großmengen an, die in heimischen Tanks zwischenlagerfähig sind. Die Betankung mit Pflanzenöl vom Lebensmittel-Einzelhandel (Salatölflaschen) ist zwar möglich, aber unbequem und bedingt durch die kleinen Verpackungseinheiten auch sehr abfallintensiv. Zudem haben einige Supermarktketten eine Höchstabgabemenge eingeführt. Spontanbedarf kann durch normalen Diesel von der Tankstelle gedeckt werden.
Außerdem ist zu bedenken, dass im Lebensmittel-Einzelhandel erworbenes Pflanzenöl, wenn es in den Tank eines Fahrzeugs gefüllt wird, durch diese Handlung im energiesteuerrechtlichen Sinn als Kraftstoff bestimmt wird (§ 1 Abs. 2 Nr. 1 Energiesteuergesetz), was einer Herstellungshandlung nach dem Energiesteuerrecht entspricht (§ 6 Abs. 1 Energiesteuergesetz), so dass – da es außerhalb eines Herstellungsbetriebes geschieht – die Energiesteuer (i.H.v. 47,04 ct/l; § 2 Abs. 1 Nr. 4 Buchst. b i. V. m. Abs. 4 Satz 1 Energiesteuergesetz) entsteht (vgl. § 9 Abs. 1 Energiesteuergesetz). Neben einer vorherigen Anzeige beim zuständigen Hauptzollamt (§ 9 Abs. 1a Energiesteuergesetz) muss unverzüglich eine Steuererklärung abgegeben werden (§ 9 Abs. 2 Satz 2 Energiesteuergesetz).
Pflanzenöl kann von Landwirten mit Hilfe von kleineren günstigen Ölpressen zu erschwinglichen Kosten dezentral erzeugt werden. Wegen der ab 2008 stark ansteigenden Steuerlast auf Pflanzenöl als Kraftstoff in Deutschland ist zu erwarten, dass die Erzeugung von Pflanzenöl für Landwirte deutlich unattraktiver wird und damit die Zahl der Tankmöglichkeiten schnell abnimmt. Bei der Filtration der Pflanzenöle zu Kraftstoffqualität sind heute günstige und hochwertige Filteranlagen am Markt.

## Umweltwirkungen
Die Nutzung von Pflanzenölen als Kraftstoff hat ökologische Vor- und Nachteile, die nicht immer gegeneinander aufgerechnet werden können. Das deutsche Umweltbundesamt (UBA) meinte im Jahr 1999: „Aus Sicht des Umweltschutzes und aus ökonomischen Gründen ist eine Förderung des Einsatzes von Rapsöl und RME im Kraftstoffbereich auch weiterhin NICHT zu befürworten.“ (Lit.: Kraus u. a., S. 21). Im März 2007 heißt es im Internet-Auftritt des UBA zum Stichwort „Biodiesel“ dagegen: „Biodiesel oder der Anbau von Raps kann einen kleinen Beitrag zur Schonung fossiler Energieressourcen und zum Klimaschutz leisten.“

### Klimaschutz
Die Nutzung von Pflanzenölen als Kraftstoff ist nicht CO2-neutral im erweiterten Sinne. Zwar wird bei der Verbrennung nur die Menge CO2 freigesetzt, die die Pflanzen vorher durch Photosynthese aus der Atmosphäre entnommen haben. Es wird jedoch bei der Produktion (Pressen) selbst ein meist geringer Prozentsatz an Strom oder mineralischem Kraftstoff verbraucht, und damit wird genau genommen auch eine geringfügige Menge Kohlendioxid freigesetzt.
Außerdem benötigt das Bestellen der Anbauflächen inkl. der energetischen Aufwendungen für die Gewinnung und Logistik des Düngers oder der Spritzmittel (Pflanzenschutzmittel und Mittel zur Krankheits-, Schädlings- und Unkrautbekämpfung) sowie die Ernte Energie, was auch zur Kohlendioxidfreisetzung führt.
Der Einsatz von naturnah produzierten Energieträgern führt großräumig und langfristig gesehen zu einer geringeren CO2-Belastung im Vergleich zum Erdöl. Das bei der Verbrennung entstehende Kohlendioxid wird von den nachwachsenden Erzeugerpflanzen wieder aufgenommen und in neue Energie umgesetzt.
Die Energiebilanz bei der Herstellung pflanzlicher Öle wird u. a. von Poel-Tec dargestellt. Demnach ist der Faktor {\displaystyle k=\mathrm {{\frac {Energieertrag}{Energieaufwand}}={\frac {37\,MJ/kg}{16\,MJ/kg}}} =2{,}31} für PÖL günstiger als der von Biodiesel (~1,48), aber ungünstiger als von konventionellen Kraftstoffen, der bei ~8,6 liegt. Allerdings wird bei dieser Darstellung nicht berücksichtigt, dass beim herkömmlichen Diesel zusätzlich chemisch gebundene Energie (Rohöl) zugeführt werden muss, die aus einem endlichen Reservoir entnommen wird. Bei Pflanzenöl und Biodiesel wird im Gegenzug die Strahlungsenergie der Sonne vernachlässigt, die aber sowieso vorhanden und praktisch unerschöpflich ist.

### Ressourcenschutz
In Hinblick auf die sich erschöpfenden fossilen Ressourcen erlangen in Zukunft Rohstoffe für die Energiebereitstellung als auch für die chemische Industrie, die verstärkt von der Landwirtschaft erzeugt werden, eine größere Bedeutung. Auch die Mineralölkonzerne berücksichtigen diese Entwicklung und investieren in entsprechende Forschungen.

### Gewässerschutz
Die Gefahr einer Verunreinigung der Gewässer (einschließlich Grundwasser) ist bei Pflanzenöl nicht so groß wie bei herkömmlichen Kraftstoffen auf Erdölbasis. Ob Pflanzenöl, das nicht als Lebensmittel oder Futtermittel verwendet wird, als wassergefährdend gilt, hängt von der Zusammensetzung ab. Der Hauptbestand von Pflanzenölen ist mit der Kenn-Nr. 760 im Anhang 1 der Verwaltungsvorschrift wassergefährdende Stoffe (VwVwS) aufgeführt und damit „nicht wassergefährdend“: Triglyceride (technisch unbehandelt oder hydriert; Fettsäurerest gesättigt und ungesättigt, mit geradzahliger, unverzweigter C-Kette und C-Zahl ≥ 8). Da Pflanzenöl kein Reinstoff, sondern ein Stoffgemisch darstellt, gilt die Mischungsregel der VwVwS. Danach dürfen z. B. Komponenten der Wassergefährdungsklasse 1 nur zu unter 3 % enthalten sein, damit der Stoff als „nicht wassergefährdend“ eingestuft wird. Daher kann je nach Pflanzenart und Ölgewinnungsverfahren das Öl wassergefährdend sein, wenn es zu viel Triglyceride mit kurzkettigen Fettsäuren, zu viel freie Fettsäuren (soweit diese nicht der Kenn-Nr. 661 im Anhang 1 der VwVwS entsprechen) oder andere Störstoffe enthält. Zum Thema „Wassergefährdung durch biogene Öle“ hat das Umweltbundesamt im Juni 2007 ein Fachgespräch durchgeführt. Daraufhin hat die Kommission zur Bewertung wassergefährdender Stoffe, die die Bundesregierung berät, festgestellt, dass biogene Öle als schwach wassergefährdend in die WGK 1 einzustufen sind, soweit keine weiteren Gefährdungseigenschaften auftreten.
Auch natürliche Stoffe können Flüsse, Seen und Grundwasser schädigen. So verlangt § 5 Wasserhaushaltsgesetz „die nach den Umständen erforderliche Sorgfalt anzuwenden, um eine nachteilige Veränderung der Gewässereigenschaften zu vermeiden“. Eine Einstufung als „nicht wassergefährdend“ bedeutet lediglich, dass die besonderen Anforderungen der §§ 62 und 63 des Wasserhaushaltsgesetzes sowie die danach erlassenen Verordnungen nicht greifen.

### Brandschutz
Die Brandgefahr ist gegenüber Dieselöl oder Heizöl EL, gering, da es wegen des Flammpunktes von 220 °C (siehe Kapitel Qualitätsstandard weiter unten) bei Normaltemperatur nicht entflammbar ist und keine explosiven Gas/Luft-Gemische bilden kann.

### Flächenbedarf
Um den theoretischen Flächenbedarf zur Erzeugung des Kraftstoffs Pflanzenöl zu berechnen, wird der Energieaufwand zum Nettoenergieertrag hinzugezählt:
{\displaystyle \mathrm {Gesamtenergieertrag} \ =\mathrm {Nettoenergieertrag} \ +\ \mathrm {Energieaufwand} \ =\mathrm {Nettoenergieertrag} \ \cdot {\frac {k}{k-1}}}
Für einen Nettoenergieertrag von 1 und k=2,31 ist also 2,31/1,31=1,76 an Gesamtenergie aufzuwenden. Dieser Faktor ist wichtig, um zu errechnen, welche Fläche zur Energieerzeugung tatsächlich benötigt wird. Man muss also 1,76 m² Ackerfläche bestellen, um auf einem Quadratmeter Energie für eine andere Verwendung, als die Energieerzeugung durch die Landwirtschaft, der Volkswirtschaft zur Verfügung zu stellen. Weitere Einzelheiten zum Flächenbedarf können unter dem Stichwort Biodiesel gefunden werden.

## Agrar- und regionalpolitische Wirkungen
Pflanzenölkraftstoff kann nahe dem landwirtschaftlichen Erzeuger mit relativ einfachen Mitteln auch von kleinen Ölmühlen hergestellt werden. Bei verstärkter Nachfrage bietet sich die Rekultivierung stillgelegter Agrarflächen an. Der Transportweg vom Erzeuger zum Verbraucher ist vergleichsweise kurz. Selbst das Nebenprodukt der Erzeugung, der Öl- oder Presskuchen, ist als hochwertiger Eiweiß- und Energieträger als Tierfutter verwendbar.
Der Absatzmarkt ist in den letzten Jahren stark im Sinken begriffen. Lag er im Jahr 2007 bis noch bei 800.000 Tonnen, so ist er bis zum Jahr 2009 auf 100.000 Tonnen regelrecht eingebrochen. Im Biokraftstoffbericht 2009/2010 wird dies durch die Konkurrenzsituation mit dem Biodiesel erklärt, Verbände sehen den Grund in der Biokraftstoffpolitik der Regierung Merkel II, die bestehende Reinkraftstoffe nicht weiter fördert.

## Differenzierte Wirkung der Anbaumethoden
Eine zentrale Bedeutung sowohl für die ökologische Bilanz als auch für die Wirtschaftlichkeit des Einsatzes von Pflanzenöl ist die Anbauform. Man kann hier zwischen zwei Arten unterscheiden:
- Anbau in Monokultur mit mineralischen Düngemitteln
- Anbau in Mischkultur mit biologischen Düngemitteln

Die meisten wissenschaftlichen Argumente (wie das Gutachten des UBA) basieren auf der Annahme, dass die notwendigen Pflanzenölmengen ausschließlich in intensiver Landwirtschaft durch Rapsanbau in Monokulturen mit hohem Düngemittel- und Pestizideinsatz erfolgen kann.
Der Öffentlichkeit weniger bekannt sind seit 1997 in Bayern laufende Versuche mit Mischfruchtanbau in biologischer Landwirtschaft. Man versteht darunter den Anbau eines Gemisches verschiedener Feldfrüchte auf dem gleichen Feld zur gleichen Zeit. Wenn dabei Blattpflanzen mit Halmfrüchten, Tiefwurzler mit Flachwurzlern oder Pflanzen mit verschiedenen Nährstoffbedürfnissen gemeinsam auf einem Feld wachsen, ergänzen sie sich gegenseitig. So ist ein günstiger Effekt für Leindotter oder Raps mit Erbsen, Weizen oder Gerste nachgewiesen worden. Der Mischanbau benötigt hier weniger Dünger (die Erbsen liefern den Stickstoff) und macht den Einsatz von Herbiziden gegen Unkraut unnötig. Bei Getreide wurde aufgrund des geringeren Unkrautdrucks der gleiche Flächenertrag mit einem höherwertigen Korn mit einem zusätzlichen Ertrag von ca. 80 bis 150 Liter Pflanzenöl pro Hektar erzielt.
Kern des biologischen Ansatzes ist die weitgehende Nutzung aller Ressourcen. Aufgrund der gegenseitigen Begünstigung der Pflanzen kann neben Pestiziden auch weitgehend auf Düngung verzichtet werden. Die Sortierung der Feldfrüchte erfolgt direkt in der Erntemaschine. Übrig gebliebenes Pflanzenmaterial kann als Grundlage für Faserwerkstoffe dienen oder als Biomasse zu Energie verarbeitet werden. Der aus dem Öl gewonnene Presskuchen kann als Tierfutter weiterverwendet werden und kann dann schließlich als Gülle zur Biogaserzeugung genutzt werden. Die ausgefaulten Rückstände können dann ebenfalls als Dünger wieder ausgebracht werden. Die Befürworter weisen hier darauf hin, dass der Anbau von Ölpflanzen deren stofflich und energetisch wertvollen Nebenprodukte nicht einfach ausklammern darf. Unter dieser ganzheitlichen Betrachtungsweise werde die Überlegenheit moderner Bio-Technik gegenüber Mineralöl-Produkten deutlich.
Eine weitere Möglichkeit bestünde laut den Befürwortern im extensiven Anbau von Erucasäure-reichem Naturraps, der als Kraftstoff besser geeignet sei als der momentan angebaute Erucasäure-frei gezüchtete Raps (sog. OO-Sorten, die als Züchtungsziel die Erzeugung eines guten Speiseöls haben).
Es wird weiterhin von Befürwortern eingewandt, dass in der Diskussion andere Ölpflanzensorten, die extensiv in Deutschland anbaufähig wären wie Sonnenblume, Ölrauke, Ölrettich, Ackersenf, Rübsen, Leindotter, Öllein oder Hanf, zu wenig in Betracht gezogen werden.